# Karczemka (województwo warmińsko-mazurskie)

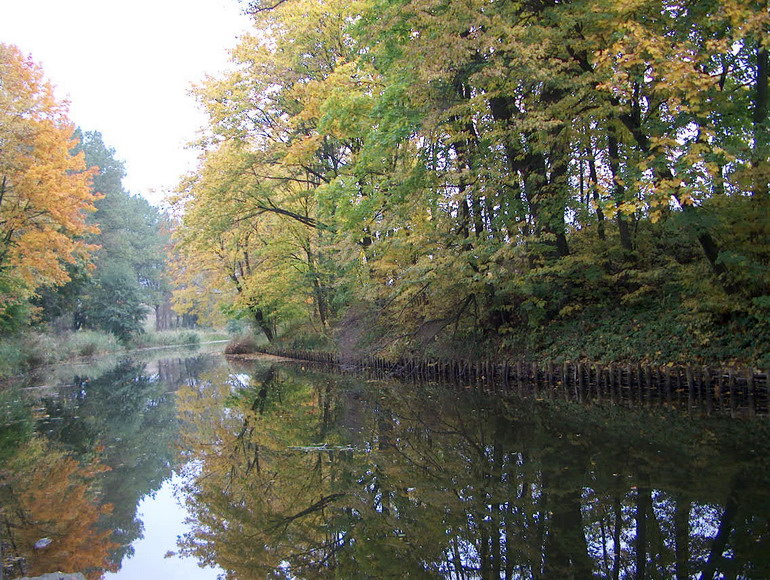
Widok na Kanał Elbląski w Karczemce

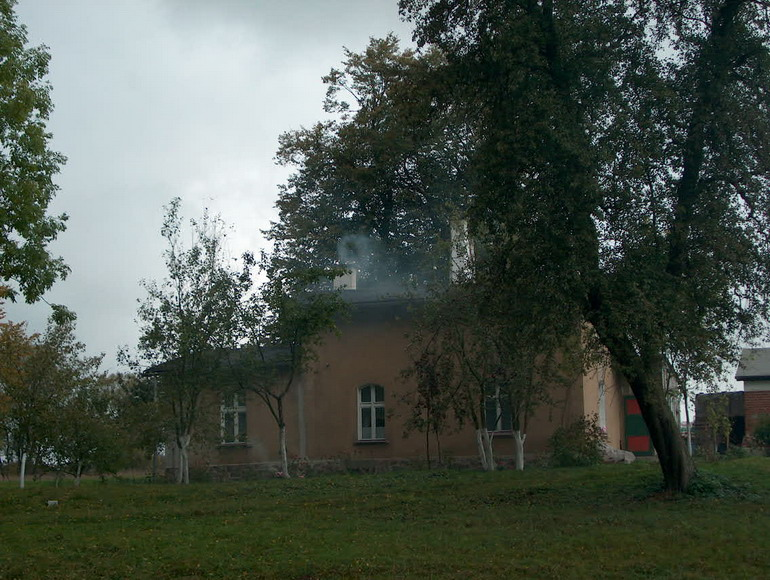
Dawna siedziba Nadzorcy Kanału

Karczemka (niem. Hoffnungskrug) – osada w Polsce położona w województwie warmińsko-mazurskim, w powiecie ostródzkim, w gminie Małdyty.
W latach 1975–1998 miejscowość położona była w województwie olsztyńskim.
Nazwa najprawdopodobniej pochodzi od Karczmy, która stała mniej więcej w miejscu, w którym przebiega dziś droga krajowa nr 7. Prawdopodobnie dawniej wieś miała nazwę „Nadziejki” – od pruskiego tłumaczenia nazwy wsi. Początki osadnictwa datuje się na 2 połowę XIX w. Most znajdujący się we wsi nad Kanałem Elbląskim wybudowany został w roku 1875. Głównym budynkiem wsi był tartak, w którym w czasie wojny zatrudniano jeńców wojennych. W Karczemce swoją siedzibę miał nadzorca odcinka Kanału Elbląskiego. Znajdowała się tutaj również szkoła (obecnie budynek mieszkalny).
Po wojnie tartak został zniszczony (pozostały po nim jedynie budynki administracyjne). Utworzono zaś nowy zakład produkcyjny „Bacutil”, zajmujący się przetwarzaniem padłych zwierząt gospodarskich na pasze. Wraz z nim wieś została zelektryfikowana, oraz częściowo doprowadzono kanalizację. Zakład został zamknięty pod koniec lat 80., co spowodowało powolny proces wyludniania wsi. Dziś Karczemka zamieszkiwana jest przez 6 rodzin.
W roku 1973 jako osada Karczemka należała do powiatu morąskiego, gmina i poczta Małdyty.